# Pjotr Totjilin
Pjotr Totjilin (russisk: Пётр Владимирович Точилин) (født 15. juni 1974 i Chișinău i Sovjetunionen) er en russisk filminstruktør og manuskriptforfatter.

## Filmografi
- Khottabytj (Хоттабыч, 2006)[1][2]